# 吉姆·克莱顿
吉姆·克莱顿（英語：Jim Clayton，1911年4月13日—1992年6月9日），新西兰男子赛艇运动员。他曾代表新西兰参加1938年大英帝国运动会赛艇比赛，获得男子四人单桨有舵手银牌。